# Lý Ngọc Siêu
Lý Ngọc Siêu (tiếng Trung giản thể: 李玉超, bính âm Hán ngữ: Lǐ Yù Chāo, sinh tháng 11 năm 1962, người Hán) là tướng lĩnh Quân Giải phóng Nhân dân Trung Quốc. Ông là Thượng tướng Quân Giải phóng Nhân dân Trung Quốc, Ủy viên Ủy ban Trung ương Đảng Cộng sản Trung Quốc khóa XX, Ủy viên dự khuyết khóa XIX. Ông từng là Tư lệnh Quân chủng Tên lửa; Tham mưu trưởng Quân chủng Tên lửa; Tư lệnh Căn cứ Tên lửa 55 (63); Tư lệnh Căn cứ Tên lửa 53 (64).
Lý Ngọc Siêu là đảng viên Đảng Cộng sản Trung Quốc, học vị Thạc sĩ Quân sự. Ông có sự nghiệp lâu dài công tác trong các lực lượng tên lửa của Trung Quốc, từ tiền thân là Binh chủng Pháo binh 2 cho đến khi được thăng cấp thành Quân chủng Tên lửa.

## Xuất thân và giáo dục
Lý Ngọc Siêu sinh tháng 11 năm 1962 tại huyện Tuy, địa cấp thị Thương Khâu, tỉnh Hà Nam, Cộng hòa Nhân dân Trung Hoa, lớn lên và tốt nghiệp phổ thông ở Tuy. Ông theo học Đại học Quốc phòng Trung Quốc, nhận bằng cử nhân, sau đó được chọn tham gia khóa cao học nghiên cứu sau đại học của các sĩ quan chỉ huy cấp sư đoàn đầu tiên của Đại học Quốc phòng những năm 2000, nhận bằng Thạc sĩ Quân sự.

## Sự nghiệp

### Các giai đoạn
Lý Ngọc Siêu nhập ngũ Quân Giải phóng Nhân dân Trung Quốc vào tháng 12 năm 1980, công tác ở lực lượng pháo binh là Binh chủng Pháo binh 2 hoạt động độc lập, tiền thân của Quân chủng Tên lửa Quân Giải phóng Nhân dân Trung Quốc. Ông là Trung đoàn trưởng Trung đoàn Tác chiến ứng phó khẩn cấp của Binh chủng Pháo binh 2. Năm 2000, ông được bổ nhiệm làm Tham mưu trưởng Lữ đoàn Pháo binh, sau đó là Trung đoàn trưởng Trung đoàn Thanh tra, phụ trách kiểm tra thiết bị của Binh chủng Pháo binh 2. Đầu năm 2004, ông được phân công làm Lữ đoàn trưởng Lữ đoàn Tên lửa hạt nhân, sau đó chuyển tiếp làm Lữ đoàn trưởng Lữ đoàn tên lửa thông thường thế hệ mới từ tháng 3 năm 2005. Năm 2008, ông nhậm chức Phó Tham mưu trưởng Căn cứ Tên lửa 56, nay là Căn cứ Tên lửa 64. Nhân dịp kỷ niệm 60 thành lập Trung Quốc (1949–2009), Binh chủng Pháo binh 2 phụ trách quản lý tên lửa, ông là phó đại đội trưởng của đại đội tên lửa tham gia diễu hành.
Tháng 7 năm 2012, Lý Ngọc Siêu được điều chuyển làm Phó Hiệu trưởng Đại học Kỹ thuật Binh chủng Pháo binh 2, sau đó là Phó Tư lệnh Căn cứ Tên lửa 56 từ tháng 1 năm 2013, được phong quân hàm Thiếu tướng vào tháng 7 cùng năm. Đến tháng 3 năm 2015, ông nhậm chức Tư lệnh Căn cứ Tên lửa 53, nay là Căn cứ Tên lửa 62, sau đó là chỉ huy trưởng đội tên lửa thứ ba trong chuỗi chương trình diễu binh kỷ niệm 70 năm chiến thắng từ Chiến tranh Trung–Nhật (1945–2015) và chiến thắng từ Chiến tranh thế giới thứ hai, và dẫn đầu đoàn đi qua Quảng trường Thiên An Môn vào tháng 9 cùng năm. Ông được điều chuyển làm Tư lệnh Căn cứ Tên lửa 55 từ tháng 7 năm 2016, sau đó chuyển đổi thành Tư lệnh Căn cứ Tên lửa 63 từ tháng 3 năm 2017 khi toàn bộ lực lượng tên lửa được tái cơ cấu thành Quân chủng Tên lửa. Tháng 10 năm 2017, ông tham gia đại hội đại biểu toàn quốc, được bầu làm Ủy viên dự khuyết Ủy ban Trung ương Đảng Cộng sản Trung Quốc khóa XIX tại Đại hội Đảng Cộng sản Trung Quốc lần thứ 19.

### Tư lệnh Quân chủng Tên lửa
Tháng 4 năm 2020, Lý Ngọc Siêu được bổ nhiệm làm Tham mưu trưởng Quân chủng Tên lửa, được phong quân hàm Trung tướng vào thời điểm này. Sau đó, tháng 1 năm 2022, Quân ủy Trung ương quyết định bổ nhiệm ông làm Tư lệnh Quân chủng Tên lửa Quân Giải phóng Nhân dân Trung Quốc, và ông cũng được nhà lãnh đạo Tập Cận Bình thăng quân hàm Thượng tướng vào giai đoạn này. Giai đoạn đầu năm 2022, ông được bầu làm đại biểu tham gia Đại hội Đảng Cộng sản Trung Quốc lần thứ XX từ đoàn Quân Giải phóng và Vũ cảnh. Trong quá trình bầu cử tại đại hội, ông được bầu làm Ủy viên Ủy ban Trung ương Đảng Cộng sản Trung Quốc khóa XX. Tháng 7 năm 2023, ông được miễn nhiệm chức vụ Tư lệnh Quân chủng Tên lửa, bị Ủy ban Kiểm tra Kỷ luật Quân ủy Trung ương, Văn phòng Kiểm toán Nhà nước điều tra về tội tham nhũng, bí mật quân sự quốc gia.

## Lịch sử thụ phong quân hàm
| Quân hàm |             |             |              |  |  |  |  |  |  |  |  |
| Cấp bậc  | Thiếu tướng | Trung tướng | Thượng tướng |  |  |  |  |  |  |  |  |
|          |             |             |              |  |  |  |  |  |  |  |  |